# Johann Friedrich von Salm-Grumbach

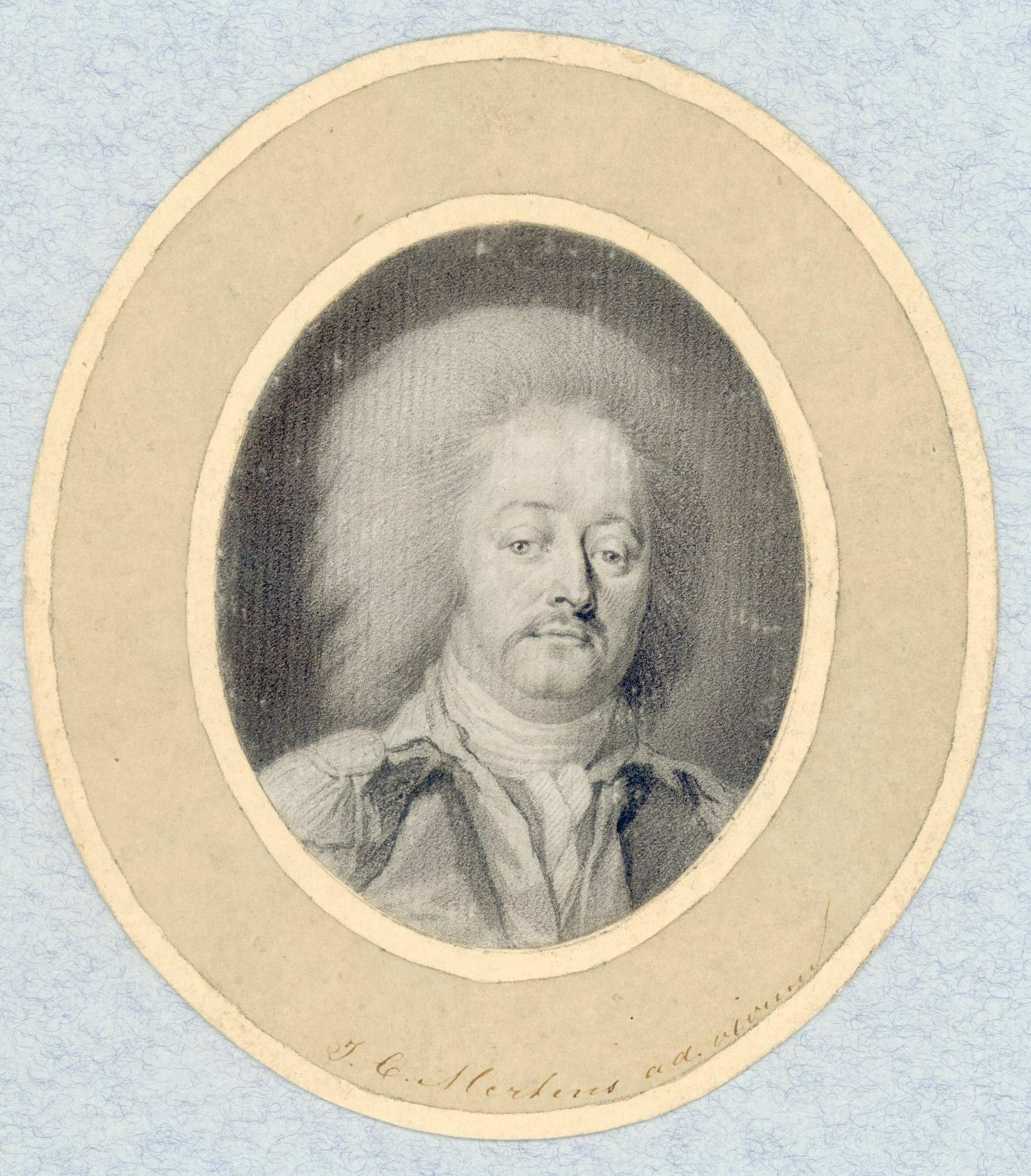
Vielleicht Johann Friedrich von Salm-Grumbach, gezeichnet von Johannes Cornelis Mertens (1752–1823)

Johann Friedrich von Salm-Grumbach (* 5. November 1743; † 11. September 1819) war ein Mitglied des Adelsgeschlechts der Wild- und Rheingrafen aus der Linie Salm-Grumbach. Mitte der 1780er Jahre diente er als Oberst einer Legion der Generalstaaten, dann der Staaten von Holland und Westfriesland. Als vorgesehener Nachfolger des Feldmarschalls Ludwig Ernst von Braunschweig-Wolfenbüttel, der die Niederlande im Oktober 1784 verlassen hatte, spielte er bis Mitte September 1787 eine bedeutende Rolle im Konflikt zwischen den Patriotten und Orangisten. Unterstützt von den Patriotten, die sich für eine repräsentative Vertretung des Besitzbürgertums einsetzten, übernahm er 1786 vorübergehend die Position eines De-facto-Generals und Oberbefehlshabers der Streitkräfte in Holland; de jure wurde Albert van Rijssel ernannt. Später befehligte er mehrere Freikorps in Utrecht, bis der preußische Einmarsch in die Niederlande die Position des niederländischen Statthalters Wilhelm V. von Oranien 1787 wieder stärkte. Kritik an Salms militärischem Urteilsvermögen erhob sich vor allem wegen der eiligen Räumung Utrechts; nachher wurde er oft als „schicker Versager“ bezeichnet.
Seit vielen Jahren wird Johann Friedrich von Salm-Grumbach in verschiedenen Schriften, die in mehreren Sprachen verfasst wurden, mit Fürst Friedrich III. zu Salm-Kyrburg verwechselt, der ebenfalls ein  Wild- und Rheingrafen war. Das ist nicht immer der Fall. Zeitgenossen wie sein ehemaliger Adjutant Ondaatje, Schlözer und Von Pfau, und mehrere Historiker sind eine andere Meinung.

## Familie

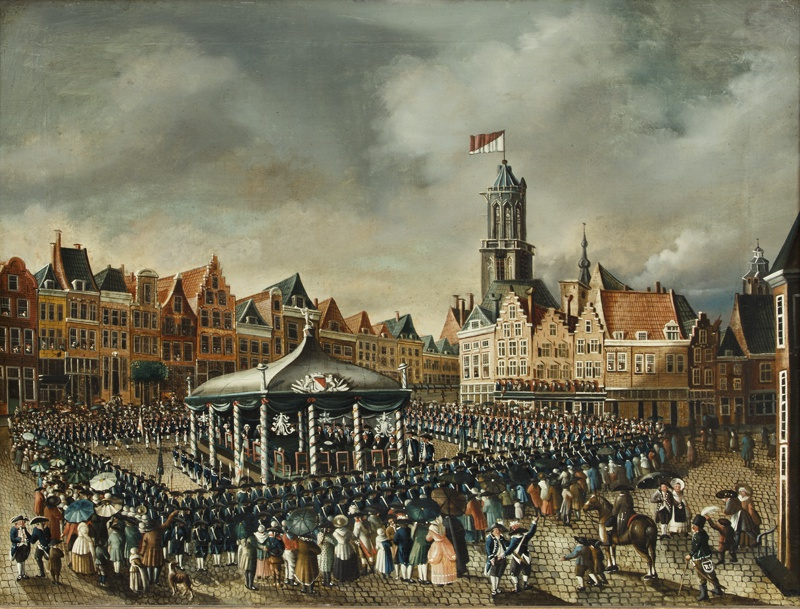
Vereidigung auf die (provisorische) Verfassung in Utrecht am 12. Oktober 1786

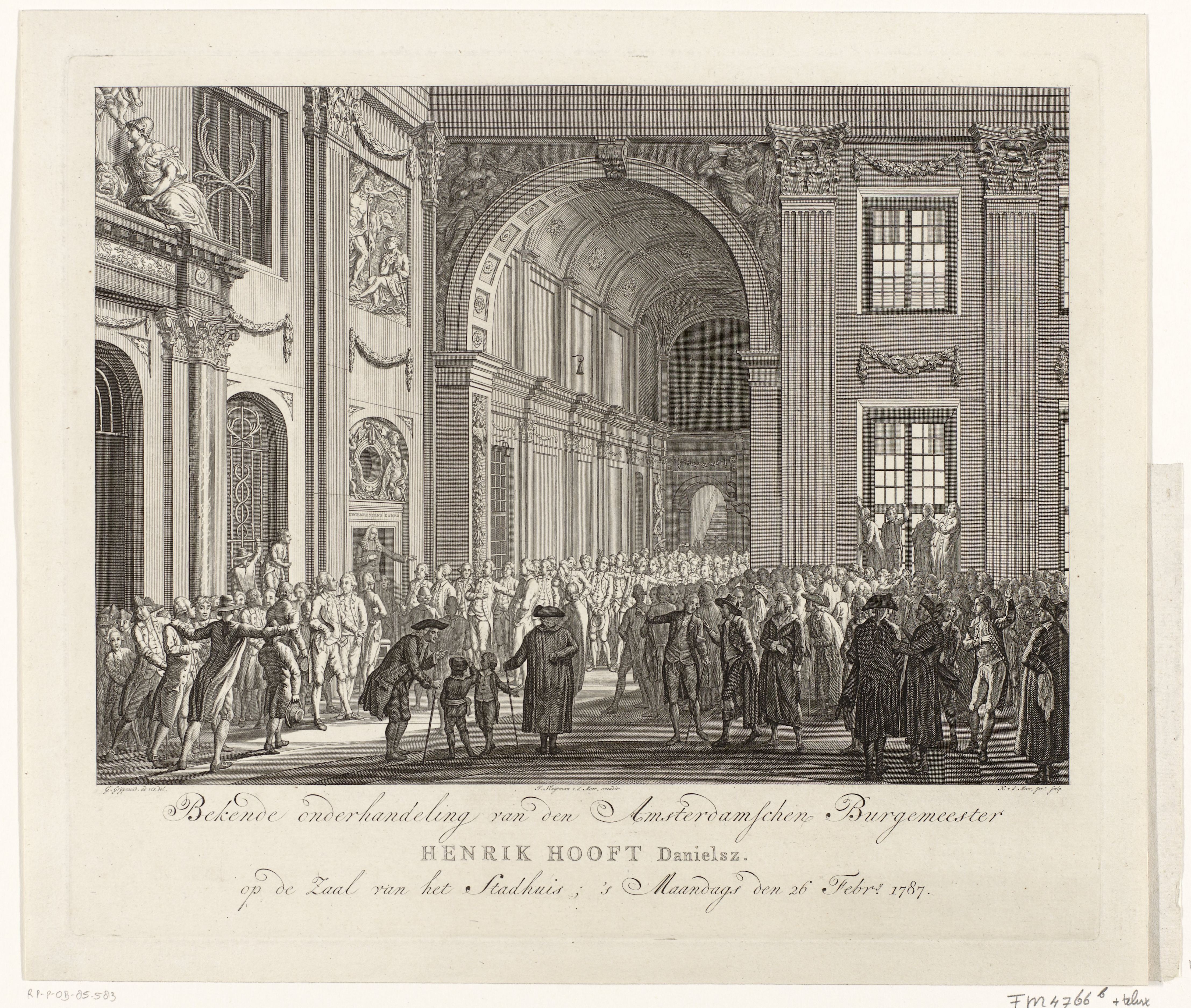
Verhandlung des Bürgermeisters Hendrik Hooft mit Bürgern im Amsterdamer Rathaus, 26. Februar 1787: Die Patriotten schlugen unter anderem vor, Salm und seine Legion zu unterstützen. Die Entscheidung fiel zwei Monate später.

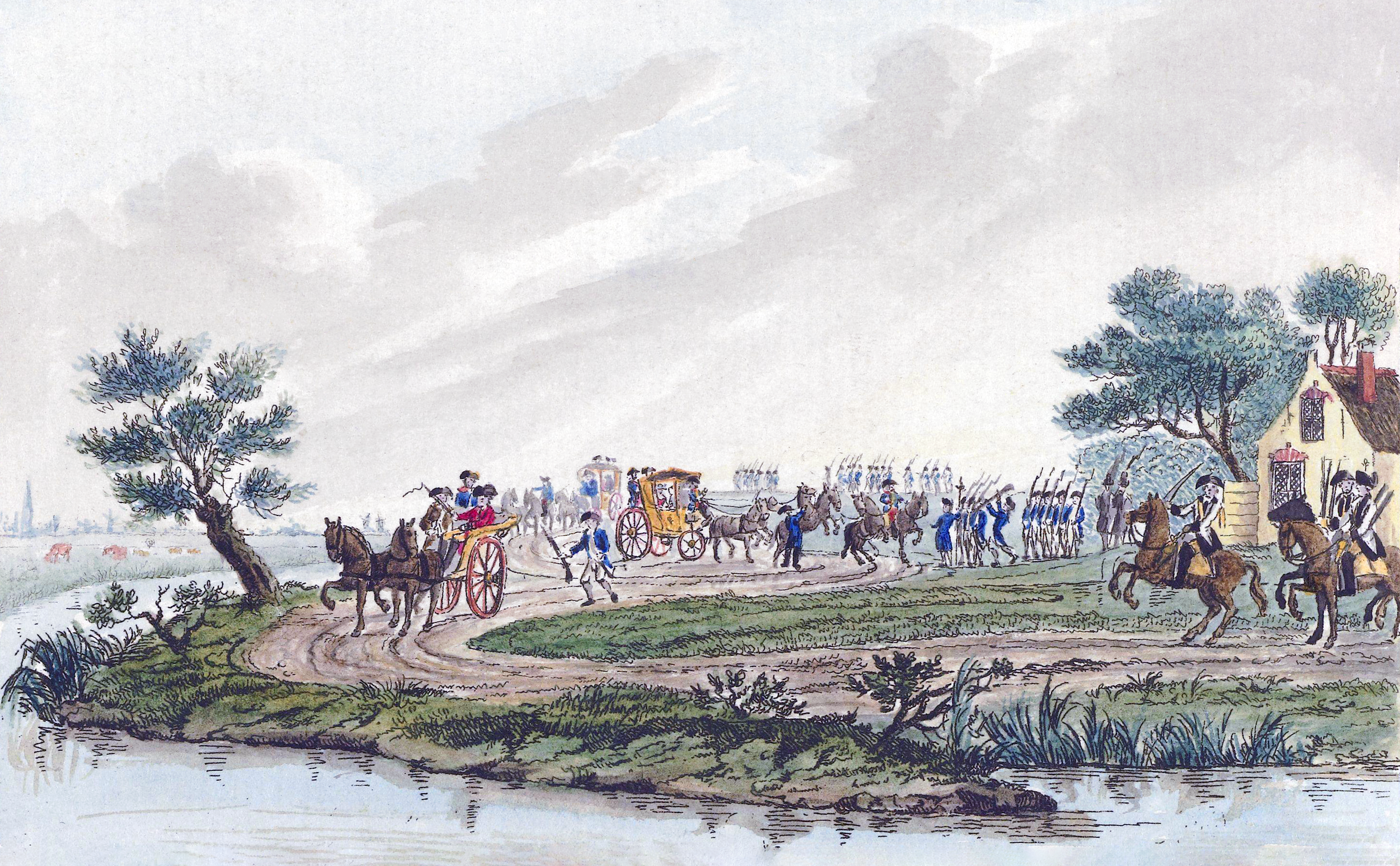
Erzwungener Halt der Reisekutsche von Prinzessin Wilhelmina an der Vlist bei Goejanverwellesluis am 28. Juni 1787

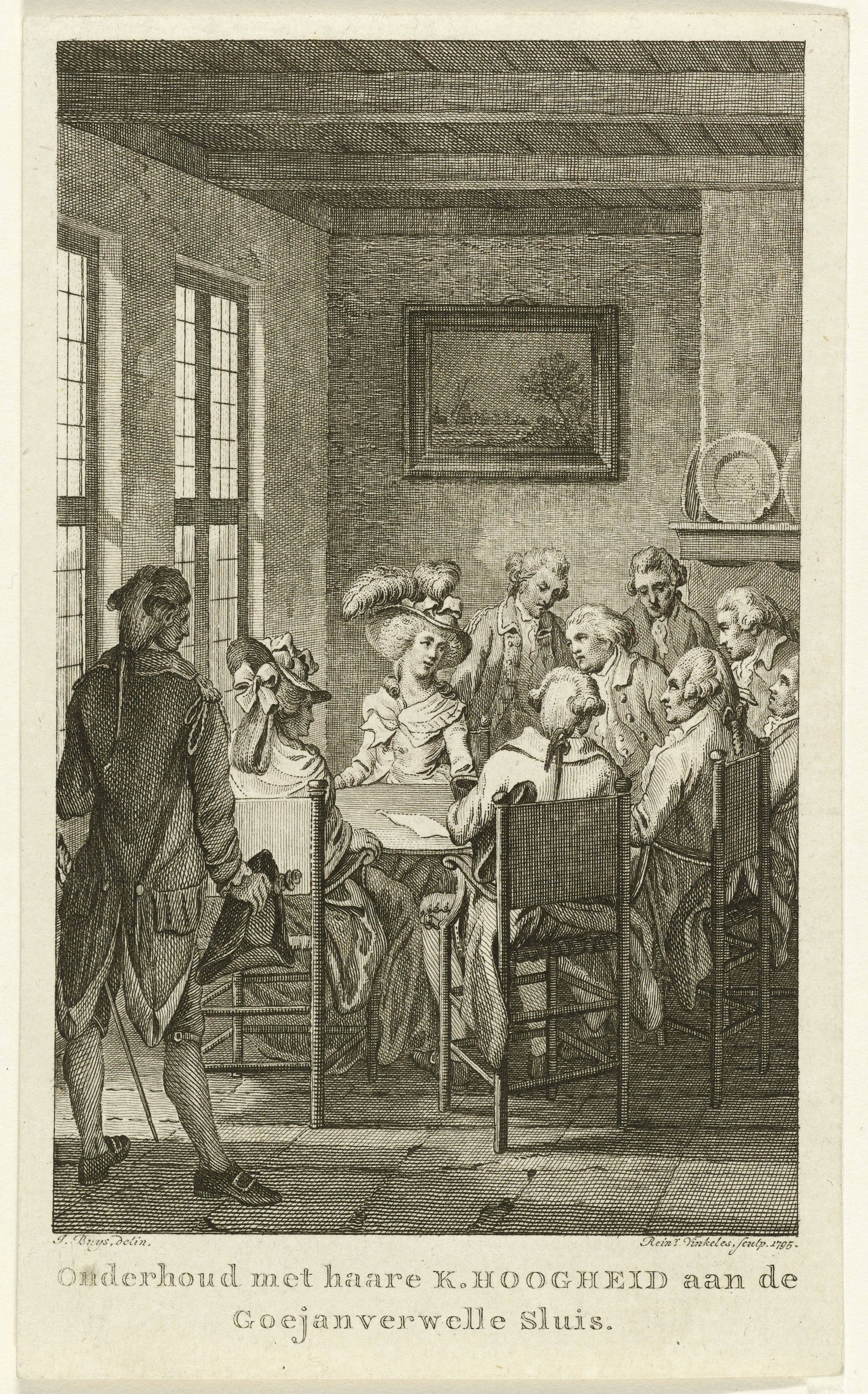
Gespräch von der Verteidigungskommission mit Prinzessin Wilhelmina am selben Abend in Goejanverwellesluis.

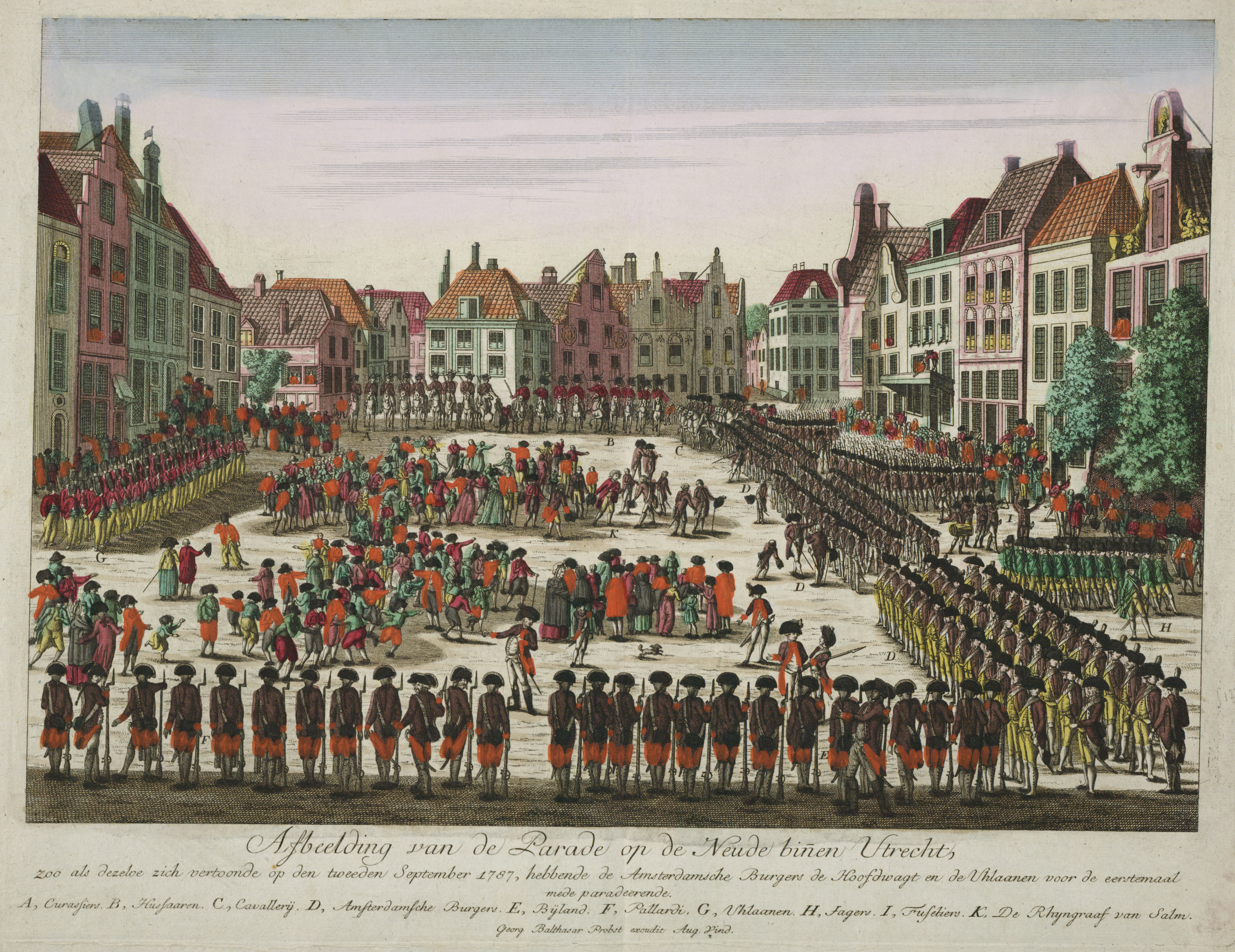
Parade der Freicorps und Hilfstruppen in Utrecht am 2. September 1787. Darstellung des Rheingrafen Johann Friedrich von Salm-Grumbach als Oberbefehlshaber in der Mitte (K) und seine auffällende Frisur.

Salm wurde vermutlich geboren in Grumbach und war ein Sohn des Rheingrafen Karl Walrad Wilhelm zu Salm-Grumbach (1701–1763) und dessen Ehefrau Juliane Franziska (1709–1775), einer geborenen Gräfin von Prösing und Limpurg. Zusammen mit seinen zahlreichen Geschwistern wurde er Miterbe der Herrschaft Limpurg-Sontheim, die 1781 an Württemberg verkauft wurde.

## Militärische Laufbahn bis 1787
Berichte zufolge war Salm im Jahre 1764 als Kapitän, 1766 als Major, 1772 als Oberstleutnant und 1774 als Kommandeur der  des Infanterie-Regiments „Sachsen-Gotha“ tätig.  Im August 1784 wurde er Colonel dieses Regiments, welches in Bergen op Zoom stationiert war. Ende 1784, während eines Konflikts über die Schelde, erhielt er in den Niederlanden eine Genehmigung, als Obrist eine Legion Salm aufzustellen. Anfang 1785 wurde der bisher unbekannte Salm nach Berlin geschickt um Truppen zu rekrutieren. Anfang März wurde Salm von den Statthalter aufgrund seiner Äußerungen über Ludwig Ernst von Braunschweig-Wolfenbüttel vorgeladen und sich über seinen Aufenthalt in Berlin weiter zu erklären.
Aufgrund von Haushaltskürzungen wurde im Mai 1785 jedoch seitens der Generalstaaten der Vorschlag gemacht seine Legion zu streichen. In dieser Zeit traf er auf Diplomaten Ewald Friedrich von Hertzberg, Friedrich Wilhelm von Thulemeyer, James Harris und Charles Gravier, dem Grafen Vergennes.

Im Dienst des Verteidigungswesen im 1786 - Ulan, Husar, Kürassier des Legions des Rheingrafen von Salm.

Zu dieser Zeit waren Amsterdam und einige andere Städte, wie Dordrecht, Haarlem, Leiden, stark von der oppositionellen Bewegung der Patriotten geprägt. Unter der Führung von Hendrik Hooft, Jan Bernd Bicker und Rutger Jan Schimmelpenninck bekämpften sie die quasi-monarchische Stellung des Statthalters und warfen ihm Willkür vor. Die Patriotten stritten sich mit den Orangisten über Fragen seiner Befugnisse und Rechte bei der Ernennung der Bürgermeister in verschiedenen Städten. Mit großem Elan konzentrierten sich die Patriotten auf den Aufbau von Freikorps, um ausländische Söldner und Patronage  innerhalb der Republik der Vereinigten Niederlande zu ersetzen.
Anfang September 1786 traten Salm und seine Legion  in die Dienste der Staaten von Holland und Westfriesland ein und bezogen daraufhin die Festung Heusden.  Ohne die Generalstaaten zu konsultieren, entzogen die Staaten von Holland  dem Statthalter den Oberbefehl über die Truppen und übertrugen das Oberkommando in Holland an Salm. Salms neue Befugnisse waren rechtlich umstritten.
Am 25. September 1786 wurden die Freikorps durch ein Versammlungsverbot in ihren Aktivitäten eingeschränkt. In ihrem damaligen Streit, der fast zu einem Bürgerkrieg führte, erwarteten die Patriotten Hilfe vom französischen König Ludwig XVI. der sich zu dieser Zeit in einer schwierigen finanziellen Lage befand. Auf der Seite des Statthalters Wilhelm V. stand Friedrich Wilhelm II. der kürzlich Preußen regierte. Dessen Schwester Wilhelmine war die Gemahlin des Statthalters der Niederlande.

## Als General

### Vor dem preußischen Einmarsch

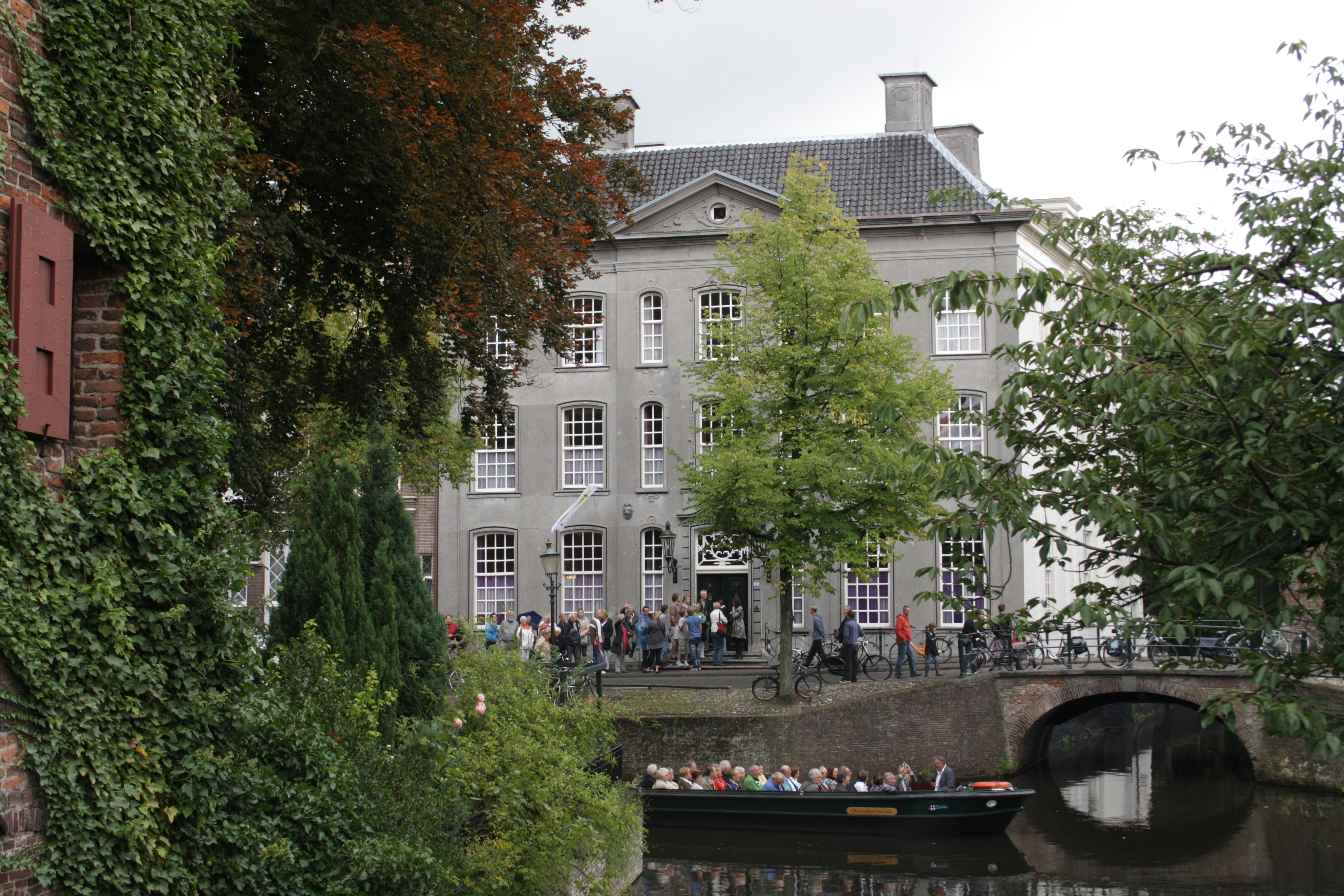
Zuidsingel 38 in Amersfoort gehörte Benjamin Cohen

Am 12. Oktober 1786 erhielt Utrecht eine demokratische Regierung und wurde damit Brennpunkt der Erneuerung. Bei der Konstituierung des neuen Magistrats waren sowohl Salm als auch John Adams, einer der Gründerväter der Vereinigten Staaten, eingeladen. Salm verbrachte eine Woche in der Stadt. Obwohl er faktisch Oberbefehlshaber war, wurde ihm nicht die Aufgabe zugewiesen, einen Kordon zwischen Holland und Utrecht errichten.
Da der Statthalter in Holland traditionell weniger Einfluss auf die Zusammensetzung und Aktivitäten der Vroedschappen hatte, konnte er Entwicklungen, die gegen seine Interessen gerichtet waren, dort weniger beeinflussen. So wurde im Frühjahr 1787 Salm und sein Legion nach Den Haag eingeladen; jedoch ohne Zustimmung.
In der Amsterdamer Vroedschap wurden verschiedene Forderungen unterbreitet, darunter auch die Forderung, Salms Indienststellung fortzusetzen und sein Regiment nicht aufzulösen. Eine entsprechende Resolution wurde am 26. Februar 1787 im Großen Saal des Rathauses verlesen. Ende April sammelten Amsterdamer Bürger   Geld um Salms Legion in Dienst zu halten.
Im Mai kam es zu Zwischenfälle in der Umgebung Utrechts mit dem Ziel, die Stadt von Holland zu isolieren.  Am 12. Juni richteten die Staaten von Holland in Woerden eine zentrale Verteidigungskommission ein, der auch Salm unterstand.  Am 17. Juni verlieh die von den Patriotten dominierte Utrechter Vroedschap, Salm den Titel eines Generals und Oberbefehlshabers der ihm unterstellten Schützentruppen und Freikorps. Diese Position bezog sich auch auf Vreeswijk am Vaartse Rijn. Berichte zufolge, wurde er im Juni 1787 im Rang eines Maréchal de camp und in die französische Armee aufgenommen mit einem Jahresgehalt von 40.000 Livre.
Am 29. Juni 1787 wurden Salm und seine Truppen zur Goejanverwellesluis  in der Nähe von Gouda geschickt, aber am selben Tag aufgefordert, zurückzukehren. Dort hatte Prinzessin Wilhelmine die Nacht verbracht, nachdem Offizieren des Freikorps Gouda ihr am vorigen Tag den Weg nach Den Haag versperrt hatten. Die Verteidigungskommission verweigerte der Prinzessin die Durchfahrt. Wilhelmina brachte die Nacht daraufhin in Schoonhoven, erhielt aber keine Genehmigung von der Staaten von Holland um ihre Reise fortzusetzen. Der Englische Diplomat Harris fürchtete, dass sie von Salm nach Utrecht geführt werden könnte. Daraufhin kehrte die Prinzessin über Leerdam nach Nimwegen zurück und berichtete ihrem Bruder über das Ereignis. Sie forderte eine Genugtuung und die Entmachtung aller Freikorps sowie die Wiederherstellung der alten Verhältnisse.
Ende Juli 1787 legte der Rheingraf den Vormännern der Patrioten einen ehrgeizigen Angriffsplan vor. Er schlug vor Palais Soestdijk zu erobern und Amersfoort zu belagern.  In diesem von Orangisten dominierte Stadt residierten Willem V und seine Ehefrau in einem Palais, das Benjamin Cohen gehörte. Wilhelm V. zog Truppen bei Zeist zusammen, während er eine Belagerung der Stadt Utrecht vorbereitete und auf ein Eingreifen Preußens drängte. Am 17. August schlug Salm vor das Kordon bei Vreeswijk zu verstärken und Utrecht auf zu geben.
Um diese Zeit besuchten drei französische Ingenieure und der Journalist Jacques Pierre Brissot und Bankier Étienne Clavière Utrecht. Brissot war unbeeindruckt und beschrieb die Anmaßung der Rheingraf.

### Während der preußischen Einmarsch

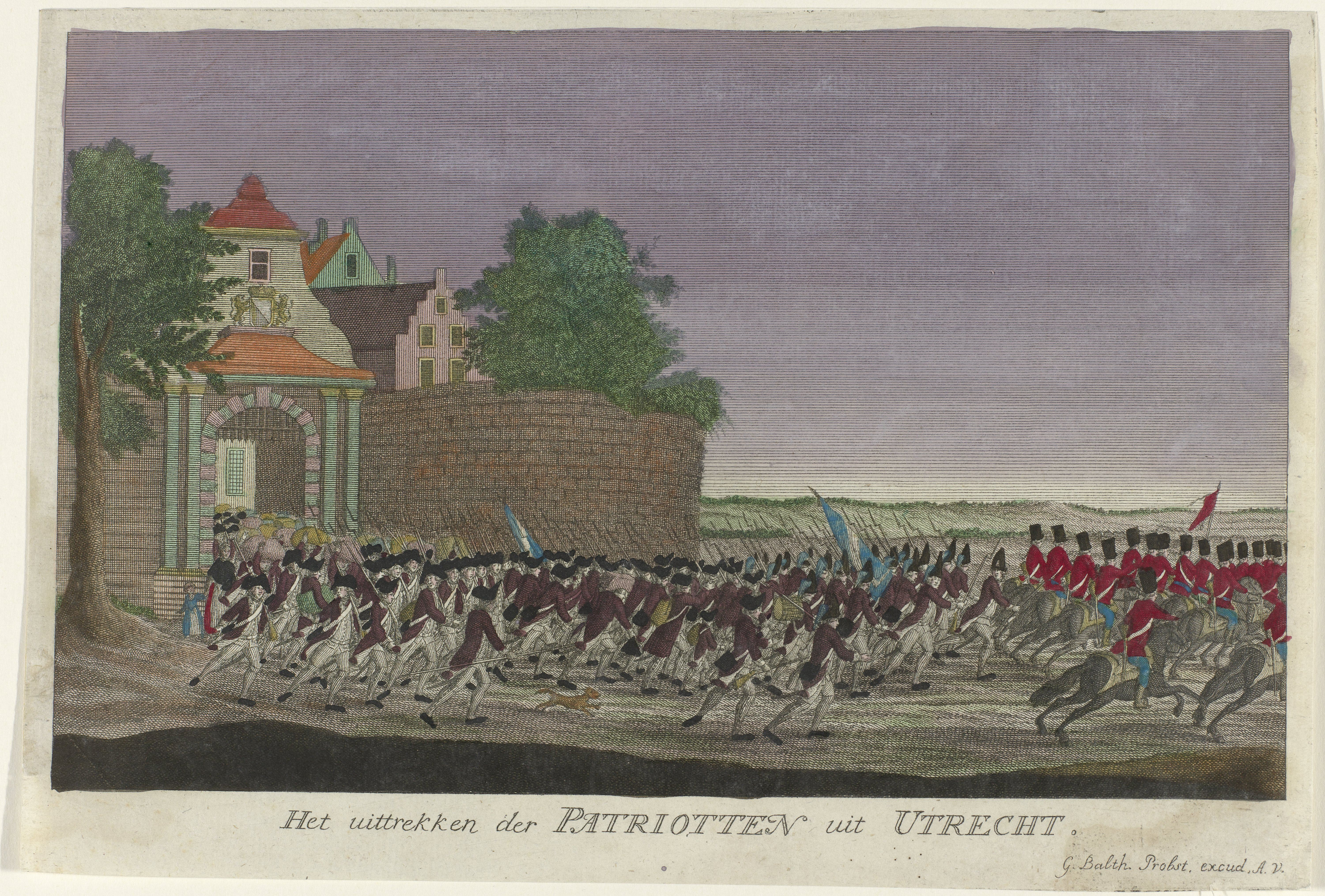
Truppen der Patriotten verlassen Utrecht am Sonnabend, 15. September 1787

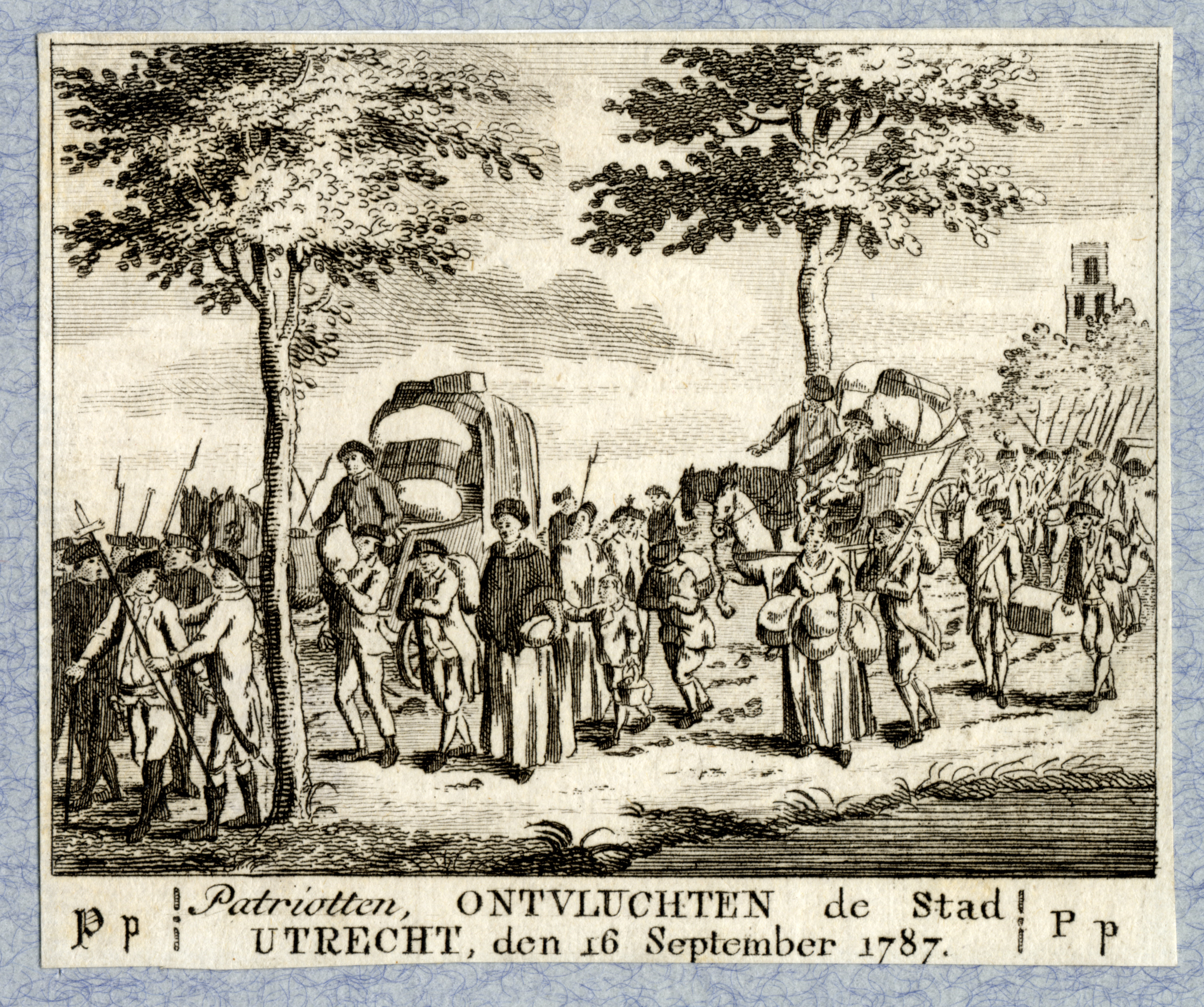
Flucht von Patriotten und Militär aus Utrecht am 16. September 1787

Preußen wertete den Vorfall mit der Prinzessin als Provokation und marschierte am 13. September 1787 mit 18.000 Mann bei Kleve in die Niederlande ein. Dies geschah, nachdem der preußische Gesandte Thulemeyer am 9. September ein Ultimatum seines Königs an den holländischen Ratspensionär übergeben hatte und das ungenutzt verstrich. Zu diesem Zeitpunkt hatte Salm etwa 7.000 Mann unter seinem Kommando, mit seinem Hauptquartier in Utrecht. Er forderte den Titel
eines Kapitän-Generals bzw. Generalissimo, wurde jedoch nicht von der Verteidigungskommission und allen Offizieren anerkannt.
Salm hielt Utrecht nach seinem früh gewonnener Überzeugung der falsche Ort, um Holland zu verteidigen. Angeblich weil der Wasserpegel zu niedrig war, um gegen einen anrückenden Feind Landstriche zu inundieren.   Er hielt es für angebrachter, den Kordon zu verstärken und Utrecht als vorgeschobene Stellung aufzugeben. Bereits im August hatte er seine Pläne der Verteidigungskommission mitgeteilt, was jedoch auf Bestürzung und Ablehnung stieß.
Für den Fall, dass Utrecht von Holland abgeschnitten werde, hatte er sich im Voraus zwei Genehmigungen – eine war undatiert – erteilen lassen, mit seinen Truppen aus Utrecht abzurücken.  Als er feststellte, dass sie einer preußischen Übermacht nicht gewachsen seien, vernichtete er seine Korrespondenz, und evakuierte   überraschend Utrecht innerhalb einige Stunden.
Um Mitternacht zog ein Teil seiner Truppen entlang   die Utrechtse Vecht nach Weesp und Naarden während er selbst mit 600 Mann Richtung Amstelland (Uithoorn und Ouderkerk aan de Amstel) zog. Um alle Zugänge zu Amsterdam zu kontrollieren, wurden einige Polder in der Umgebung  inundiert. Die Einquartierung seiner Soldaten wurde ihm verweigert. In Amsterdam nahm man ihm seine Flucht sehr übel, und wenn er dort angekommen wäre, hätte man ihm sicherlich Schaden zugefügt. Diese Stadt, wohin sich die Verteidigungskommission auf Salms Bitte eilends zurückgezogen hatte, verschloss den Truppen Salms die Tore. So war er gezwungen, in den umliegenden Dörfern zu biwakieren wie Theodor Philipp von Pfau der Verbindungsoffizier des Herzoges schrieb.
Am 17. führte Salm noch ein Gespräch mit der Verteidigungscommission in Ouderkerk. Am 18. September erlangte der Statthalter seine Befugnisse zurück.  Um einer möglichen drohende Todesstrafe zu umgehen entschied sich Salm zur Flucht,  Berichten zufolge mit eine Kriegskasse. Amsterdam, verteidigt von Jean Baptiste de Ternant, kapitulierte drei Wochen später, am 9. Oktober 1787, vor den Preußen.  Vielen flohen, hauptsächlich nach Französisch-Flandern, um sich später in der Französischen Revolution zu engagieren. In den Niederlanden folgte die Restauration Wilhelms V.
Salm wird berichtet, dass er (zusammen mit Quint Ondaatje) in Katwijk ein Boot erwarb und vermutlich über Hamburg zu seinem Bruder in Grumbach gelangte. Anschließend soll er ein Landgut bei Bar-le-Duc (Lothringen) erworben haben, dem er laut Christian Gottlob Hempel „Hollands Thorheit“ nannte.

## Kritik

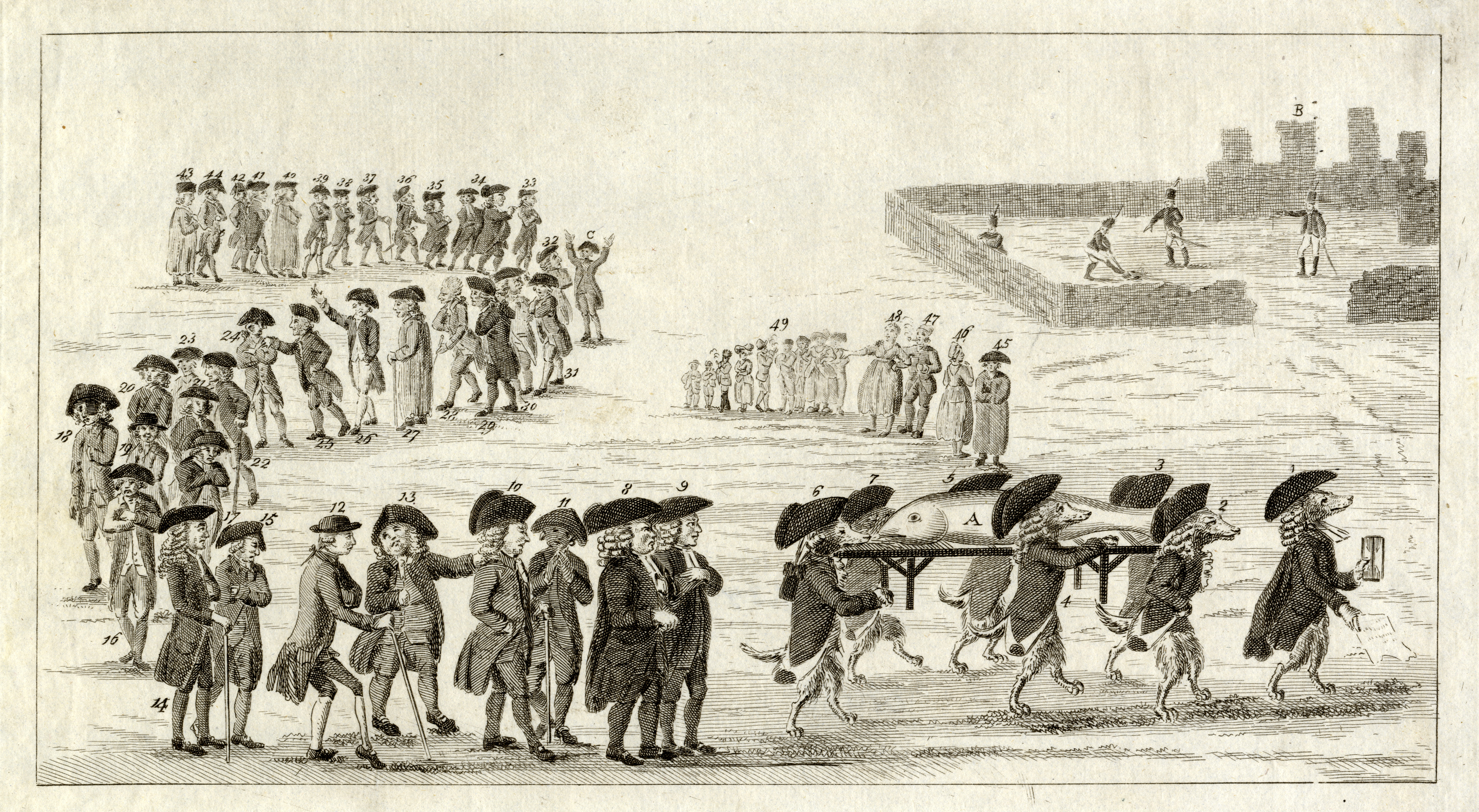
Politische Karikatur die das Begräbnis des Rheingrafen Johann Friedrich von Salm-Grumbach metaphorisch als Salm 1787 dargestellt.

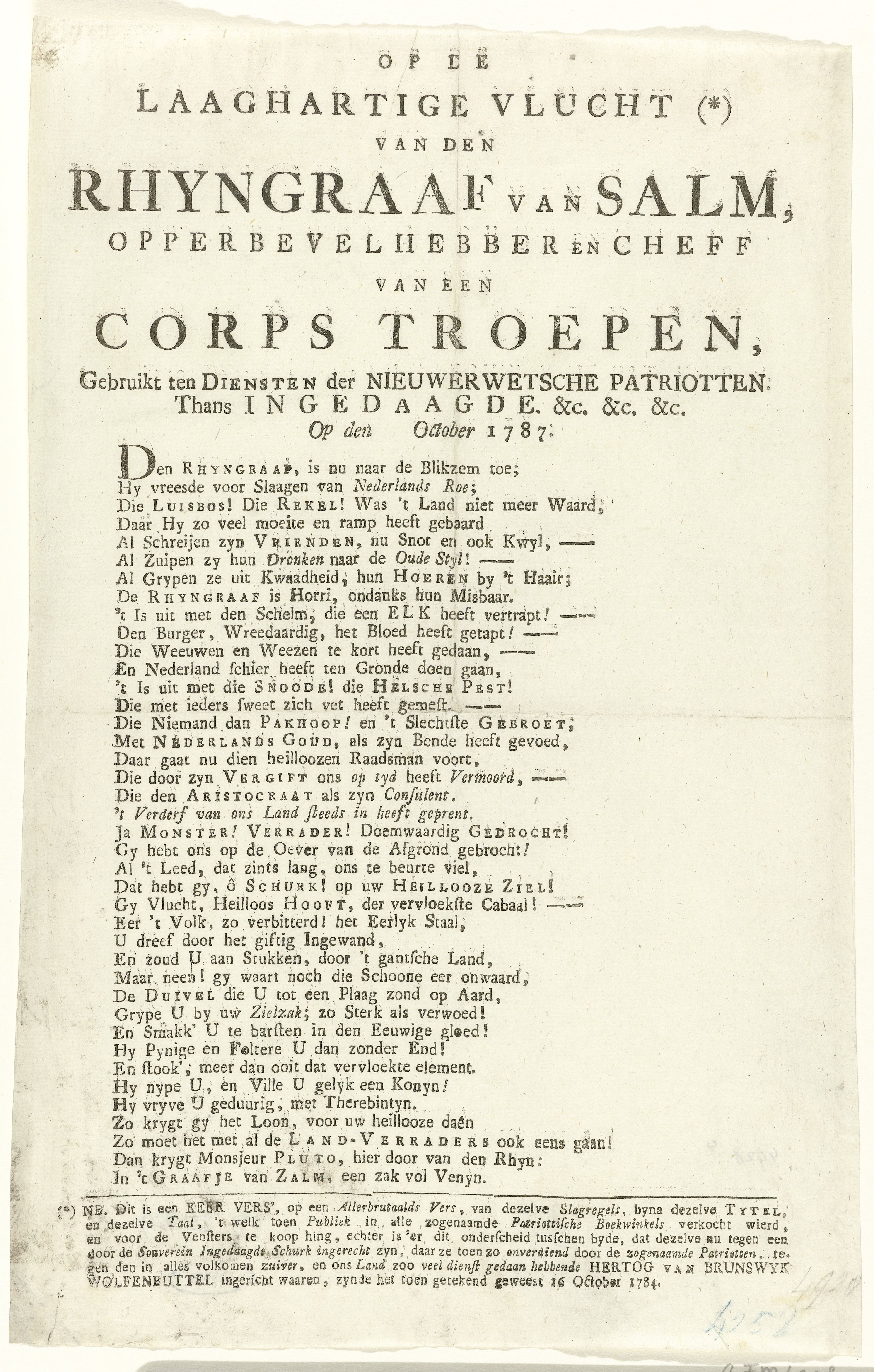
Ein Niederländisches Schmähgedicht über die „feige Flucht“ des Rheingrafen im Oktober 1787

Salms militärisches Verhalten und seine Flucht wurden von Kritikern als skandalöser Fall von Überforderung, Feigheit und Verrat gesehen und waren Gegenstand einer lebhaften öffentlichen Auseinandersetzung. Zunächst geriet der Rheingraf in Panik; zwei Tage nachdem die preußische Intervention begonnen hatte, gab er den Befehl zur Evakuierung. Kritik an Salms militärischem Urteilsvermögen erhob sich vor allem wegen der Räumung Utrechts, denn schnell hatte sich herausgestellt, dass die Preußen unter dem Kommando des Herzogs Karl Wilhelm Ferdinand von Braunschweig-Wolfenbüttel beschlossen hatten, das stark befestigte Utrecht zu umgehen und unverzüglich nach Holland zu marschieren.
Im Oktober 1787 beschloss Holland Salm wegen Fahnenflucht zu verfolgen. 1788 war er in Paris, aber Pieter Paulus, einer der Ideologen der niederländischen Patriottenbewegung, weigerte ihm zu begegnen. Noch im selben Jahr erschien eine Memoire pour de rhingrave de Salm, in der ein anonymer Autor (offensichtlich Salm selbst) das Verhalten verteidigend darstellte und den Rückzug aus Utrecht damit zu erklären suchte, dass die Stadt dauerhaft nicht zu halten gewesen sei. Darauf erwiderte ein anderer Autor durch die 1789 publizierte Schrift Réflexions sur le mémoire prétendu justificatif du rhingrave de Salm. Auch eine dritte Schrift, veröffentlicht 1789 in Lüttich, setzte sich mit den aufgeworfenen Fragen auseinander. Schließlich wurde noch eine Censure du caractère militaire, politique, et moral du Rhingrave de Salm herausgegeben. 1791 publizierte Quint Ondaatje (1758–1818), Salms ehemaliger Verbindungsoffizier, Einzelheiten über das Geschehen in der Schrift Bijdragen tot de geschiedenis der omwenteling in 1787.
Thomas Jefferson erwähnte ihm die Ereignisse mehrere Male; in 1789 traf er Salm in Paris. Zu Beginn des 19. Jahrhunderts analysierte auch der Militärwissenschaftler Carl von Clausewitz den Fall. Die Wahl Salms zum Oberbefehlshaber hielt er für „unstreitig schlecht, denn er scheint ein Mann gewesen zu sein, dem es an einem gegründeten Ruf fehlte, und der zu den Schwindlern gerechnet werden mußte.“ Die Niederlage der Patriotten schrieb er jedoch drei anderen Faktoren zu, dem „Mangel an Einheit im Befehl“, der „politischen Spaltung“ der Niederlande und der „moralischen Überlegenheit des Gegners“.

## Sonstiges

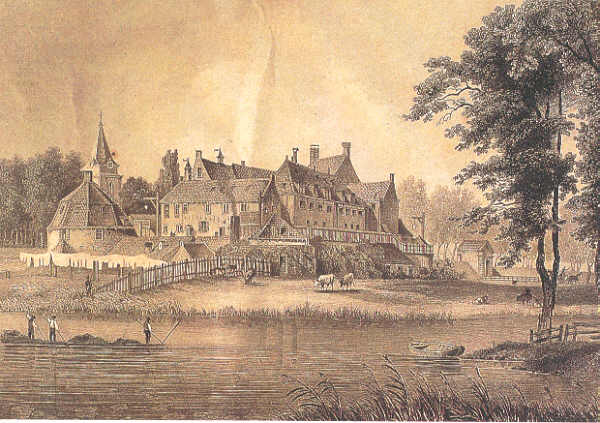
Schloss Woerden

Salm wurde als Ritter in den Orden des Weißen Adlers aufgenommen. Nach dem Tod seines älteren Bruders Wilhelm Christian von Salm-Grumbach (1741–1810) war er Senior des Hauses Salm-Grumbach. Sein damals minderjähriger Neffe Friedrich, Sohn seines ältesten Bruders Karl Ludwig von Salm-Grumbach (1729–1799), war 1803–1806 durch den Reichsdeputationshauptschluss einer der Landesherren der Grafschaft Salm-Horstmar und wurde 1816 als Standesherr in Preußen Fürst zu Salm-Horstmar. Seinem Bruder Wilhelm Christian, der 1803 ebenfalls Graf zu Salm-Horstmar geworden war und 1810 ohne Kinder starb, sukzedierte Johann Friedrich von Salm-Grumbach in dessen Besitzungen. An seinen minderjährigen Neffen Friedrich trat er in einem 1810 abgeschlossenen Vergleich seine Rechte gegen eine Jahresrente ab.